# Snowboard-Europacup 2023/24
Der Snowboard-Europacup 2023/24 war eine von der FIS organisierte Wettkampfserie, die zum Unterbau des Snowboard-Weltcups 2023/24 gehörte. Sie begann am 8. Dezember 2023 in Götschen und endete am 19. April 2024 am Kitzsteinhorn.

## Männer

### Podestplätze Männer
| Datum             | Austragungsort    | Disz.                 | Sieger                 | Zweiter                | Dritter           |
| ----------------- | ----------------- | --------------------- | ---------------------- | ---------------------- | ----------------- |
| 8. Dezember 2023  | Götschen          | Parallelslalom        | Arvid Auner            | Dominik Burgstaller    | Christoph Karner  |
| 9. Dezember 2023  | Götschen          | Parallelslalom        | Arnaud Gaudet          | Ole-Mikkel Prantl      | Fabian Lantschner |
| 19. Dezember 2023 | Monínec           | Parallelslalom        | Ole-Mikkel Prantl      | Elias Zimmerhofer      | Krystof Minarik   |
| 20. Dezember 2023 | Monínec           | Parallelslalom        | Ole-Mikkel Prantl      | Naoki Kanematsu        | Werner Pietsch    |
| 4. Januar 2024    | Font-Romeu        | Slopestyle            | Matthew Cox            | Romain Allemand        | Ruki Tobita       |
| 5. Januar 2024    | Font-Romeu        | Big Air               | Romain Allemand        | Kaito Hamada           | Leo Framarin      |
| 11. Januar 2024   | Folgaria          | Parallelslalom        | Ole-Mikkel Prantl      | Ma Jun-ho              | Benedikt Riel     |
| 12. Januar 2024   | Folgaria          | Parallelslalom        | Krystof Minarik        | Yannik Angenend        | Werner Pietsch    |
| 23. Januar 2024   | Pamporowo         | Parallelslalom        | Mychajlo Charuk        | Petar Gergyovski       | Terwel Samfirow   |
| 24. Januar 2024   | Pamporowo         | Parallelslalom        | Petar Gergyovski       | Werner Pietsch         | Terwel Samfirow   |
| 27. Januar 2024   | Puy-Saint-Vincent | Snowboardcross        | Angus Jones            | Fillip Freudenberg     | Elias Leitner     |
| 28. Januar 2024   | Puy-Saint-Vincent | Snowboardcross        | Filippo Ferrari        | Achille Leleu          | Kurt Hoshino      |
| 31. Januar 2024   | Dolní Morava      | Snowboardcross        | Kurt Hoshino           | Nathan Pare            | Matteo Rezzoli    |
| 1. Februar 2024   | Dolní Morava      | Snowboardcross        | Achille Leleu          | Fillip Freudenberg     | Kurt Hoshino      |
| 5. Februar 2024   | Reiteralm         | Snowboardcross        | Niccolo Colturi        | Laurin Furrer          | Lukas Schlatzer   |
| 6. Februar 2024   | Reiteralm         | Snowboardcross        | Niccolo Colturi        | Devin Castello         | Luca Abbati       |
| 10. Februar 2024  | Kotelnica         | Big Air               | Lucas Hendriks         | Jan Jaromin            | Aritz Lopez Sousa |
| 15. Februar 2024  | Davos             | Big Air               | Txema Mazet Brown      | Loris Framarin         | Nicolas Schütz    |
| 16. Februar 2024  | Colere            | Snowboardcross        | Guillaume Herpin       | Julien Tomas           | Octavian Buda     |
| 17. Februar 2024  | Colere            | Snowboardcross        | Elias Leitner          | James Johnstone        | Niccolo Colturi   |
| 22. Februar 2024  | Prato Nevoso      | Slopestyle            | Romain Allemand        | Birk Ruud              | Leon Gütl         |
| 24. Februar 2024  | Grasgehren        | Snowboardcross        | Leon Ulbricht          | Benjamin Gattaz        | Radek Houser      |
| 25. Februar 2024  | Grasgehren        | Snowboardcross        | Umito Kirchwehm        | Elias Leitner          | Guillaume Herpin  |
| 9. März 2024      | Lenzerheide       | Parallelslalom        | Mike Santuari          | Max Kühnhauser         | Ma Jun-ho         |
| 10. März 2024     | Lenzerheide       | Parallelslalom        | Krystof Minarik        | Mychajlo Charuk        | Ma Jun-ho         |
| 9. März 2024      | Laax              | Halfpipe              | David Hablützel        | Campbell Melville Ives | Lee Ji-o          |
| 12. März 2024     | Laax              | Slopestyle            | Evan Wrobel            | Dane Menzies           | Samuel Jaros      |
| 12. März 2024     | Davos             | Parallel-Riesenslalom | Elias Huber            | Ben Heldman            | Stefan Baumeister |
| 13. März 2024     | Davos             | Parallel-Riesenslalom | Stefan Baumeister      | Arnaud Gaudet          | Dario Caviezel    |
| 13. März 2024     | Isola 2000        | Snowboardcross        | James Johnstone        | Federico Podda         | Daan Stam         |
| 14. März 2024     | Isola 2000        | Snowboardcross        | James Johnstone        | Matteo Rezzoli         | Laurin Furrer     |
| 16. März 2024     | St. Moritz        | Parallel-Riesenslalom | Benjamin Karl          | Maurizio Bormolini     | Lee Sang-ho       |
| 17. März 2024     | St. Moritz        | Parallelslalom        | Arvid Auner            | Radoslaw Jankow        | Daniele Bagozza   |
| 21. März 2024     | Lenk              | Snowboardcross        | Filippo Ferrari        | Matteo Menconi         | Matteo Rezzoli    |
| 22. März 2024     | Lenk              | Snowboardcross        | Matteo Menconi         | Devin Castello         | Michele Godino    |
| 8. April 2024     | Corvatsch         | Halfpipe              | Campbell Melville Ives | Patrick Burgener       | David Hablützel   |
| 12. April 2024    | Corvatsch         | Slopestyle            | Hiroto Ogiwara         | Kira Kimura            | Øyvind Kirkus     |
| 14. April 2024    | Corvatsch         | Big Air               | Sam Vermaat            | Yuto Miyamura          | Lyon Farrell      |
| 19. April 2024    | Kitzsteinhorn     | Halfpipe              | Kim Geon-hui           | Benedikt Bockstaller   | Mischa Zürcher    |

### Gesamtwertungen Männer
| Rang | Name              | Punkte |
| ---- | ----------------- | ------ |
| 1    | Ole-Mikkel Prantl | 566    |
| 2    | Krystof Minarik   | 473    |
| 3    | Fabian Lantschner | 427    |
| 4    | Werner Pietsch    | 399    |
| 5    | Mychajlo Charuk   | 398    |
| 6    | Ma Jun-ho         | 396    |
| 7    | Mike Santuari     | 362    |
| 8    | Arnaud Gaudet     | 295    |
| 9    | Yannik Angenend   | 288    |
| 10   | Elias Zimmerhofer | 279    |

| Rang | Name             | Punkte |
| ---- | ---------------- | ------ |
| 1    | Kurt Hoshino     | 563    |
| 2    | Elias Leitner    | 519    |
| 3    | Achille Leleu    | 467    |
| 4    | James Johnstone  | 464    |
| 5    | Matteo Rezzoli   | 455    |
| 6    | Laurin Furrer    | 352    |
| 7    | Guillaume Herpin | 301    |
| 8    | Filippo Ferrari  | 300    |
| 9    | Angus Jones      | 297    |
| 10   | Federico Podda   | 295    |

| Rang | Name                   | Punkte |
| ---- | ---------------------- | ------ |
| 1    | Campbell Melville Ives | 220    |
| 2    | David Hablützel        | 210    |
| 3    | Benedikt Bockstaller   | 166    |
| 4    | Kim Geon-hui           | 150    |
| 5    | Patrick Burgener       | 147,5  |
| 6    | Mischa Zürcher         | 103    |
| 7    | Leonardo Saraiva       | 93     |
| 8    | Lee Ji-o               | 90     |
| 9    | Florian Lechner        | 85     |
| 10   | Reef Matt Hasler       | 78     |

| Rang | Name              | Punkte |
| ---- | ----------------- | ------ |
| 1    | Romain Allemand   | 386    |
| 2    | Txema Mazet Brown | 250    |
| 3    | Hiroto Ogiwara    | 217,5  |
| 4    | Sam Vermaat       | 210    |
| 5    | Matthew Cox       | 182    |
| 6    | Yuto Miyamura     | 174    |
| 7    | Alex Lotorto      | 171,5  |
| 8    | Kira Kimura       | 163,5  |
| 9    | Kaito Hamada      | 155    |
| 10   | Evan Wrobel       | 151,5  |

| Rang | Name            | Punkte |
| ---- | --------------- | ------ |
| 1    | Romain Allemand | 268    |
| 2    | Matthew Cox     | 150    |
| 2    | Hiroto Ogiwara  | 150    |
| 2    | Evan Wrobel     | 150    |
| 5    | Ruki Tobita     | 150    |
| 6    | Kira Kimura     | 120    |
| 6    | Dane Menzies    | 120    |
| 8    | Jeremy Denda    | 96     |
| 9    | Samuel Haros    | 90     |
| 9    | Øyvind Kirkus   | 90     |

| Rang | Name              | Punkte |
| ---- | ----------------- | ------ |
| 1    | Txema Mazet Brown | 175    |
| 2    | Sam Vermaat       | 150    |
| 3    | Alex Lotorto      | 124    |
| 4    | Yuto Miyamura     | 120    |
| 5    | Romain Allemand   | 118    |
| 6    | Loris Framarin    | 114,5  |
| 7    | Lucas Hendriks    | 100    |
| 8    | Lyon Farrell      | 90     |
| 9    | Kaito Hamada      | 80     |
| 9    | Jan Jaromin       | 80     |

## Frauen

### Podestplätze Frauen
| Datum             | Austragungsort    | Disz.                 | Sieger                     | Zweiter                                        | Dritter                    |
| ----------------- | ----------------- | --------------------- | -------------------------- | ---------------------------------------------- | -------------------------- |
| 8. Dezember 2023  | Götschen          | Parallelslalom        | Ramona Hofmeister          | Sabine Schöffmann                              | Aurélie Moisan             |
| 9. Dezember 2023  | Götschen          | Parallelslalom        | Ramona Hofmeister          | Miriam Weis                                    | Carmen Kainz               |
| 19. Dezember 2023 | Monínec           | Parallelslalom        | Kaylie Buck                | Flurina Neva Bätschi                           | Elisa Fava                 |
| 20. Dezember 2023 | Monínec           | Parallelslalom        | Aurélie Moisan             | Xenia von Siebenthal                           | Carmen Kainz               |
| 4. Januar 2024    | Font-Romeu        | Slopestyle            | Romy van Vreden            | Katja Dutu                                     | Maisie Hill                |
| 5. Januar 2024    | Font-Romeu        | Big Air               | Laura Záveská              | Romy van Vreden                                | Maisie Hill                |
| 11. Januar 2024   | Folgaria          | Parallelslalom        | Jessica Pichelkastner      | Miriam Weis                                    | Annamari Dantscha          |
| 12. Januar 2024   | Folgaria          | Parallelslalom        | Carmen Kainz               | Nadiia Hapatin                                 | Adéla Keclíková            |
| 23. Januar 2024   | Pamporowo         | Parallelslalom        | Elisa Fava                 | Vita Bodnaruk                                  | Nadiia Hapatin             |
| 24. Januar 2024   | Pamporowo         | Parallelslalom        | Flurina Neva Bätschi       | Nadiia Hapatin                                 | Millie Bongiorno           |
| 27. Januar 2024   | Puy-Saint-Vincent | Snowboardcross        | Lea Casta                  | Camille Poulat                                 | Maja-Li Iafrate Danielsson |
| 28. Januar 2024   | Puy-Saint-Vincent | Snowboardcross        | Félicie Leicht             | Maja-Li Iafrate Danielsson                     | Lara Kristin Stockreiter   |
| 31. Januar 2024   | Dolní Morava      | Snowboardcross        | Noémie Wiedmer             | Nienke Poll                                    | Félicie Leicht             |
| 1. Februar 2024   | Dolní Morava      | Snowboardcross        | Noémie Wiedmer             | Sára Strnadová                                 | Felicie Leicht             |
| 5. Februar 2024   | Reiteralm         | Snowboardcross        | Camille Poulat             | Félicie Leicht                                 | Maja-Li Iafrate Danielsson |
| 6. Februar 2024   | Reiteralm         | Snowboardcross        | Camille Poulat             | Félicie Leicht                                 | Nienke Poll                |
| 10. Februar 2024  | Kotelnica         | Big Air               | Laura Záveská              | Sam van Lieshout                               | Demi van Griensven         |
| 15. Februar 2024  | Davos             | Big Air               | Hanna Karrer               | Sky Remans                                     | Katja Dutu                 |
| 16. Februar 2024  | Colere            | Snowboardcross        | Belle Brockhoff            | Zoé Colombier Noémie Wiedmer Anna-Maria Galler |                            |
| 17. Februar 2024  | Colere            | Snowboardcross        | Noémie Wiedmer             | Belle Brockhoff                                | Maja-Li Iafrate Danielsson |
| 22. Februar 2024  | Prato Nevoso      | Slopestyle            | Hanna Karrer               | Alessia Vergani                                | Marilu Poluzzi             |
| 24. Februar 2024  | Grasgehren        | Snowboardcross        | Noémie Wiedmer             | Félicie Leicht                                 | Camille Poulat             |
| 25. Februar 2024  | Grasgehren        | Snowboardcross        | Noémie Wiedmer             | Maya Billingham                                | Nienke Poll                |
| 9. März 2024      | Lenzerheide       | Parallelslalom        | Eleonora Pavliuk           | Flurina Neva Bätschi                           | Xenia von Siebenthal       |
| 10. März 2024     | Lenzerheide       | Parallelslalom        | Fabiana Fachin             | Nadiia Hapatyn                                 | Carmen Kainz               |
| 9. März 2024      | Laax              | Halfpipe              | Berenice Wicki             | Isabelle Lötscher                              | Kona Ettel                 |
| 12. März 2024     | Laax              | Slopestyle            | Kamilla Kozuback           | Eveliina Taka                                  | Yura Murase                |
| 12. März 2024     | Davos             | Parallel-Riesenslalom | Annamari Dantscha          | Jessica Pichelkastner                          | Zuzana Maděrová            |
| 13. März 2024     | Davos             | Parallel-Riesenslalom | Aurélie Moisan             | Flurina Neva Bätschi                           | Nadiia Hapatyn             |
| 13. März 2024     | Isola 2000        | Snowboardcross        | Noémie Wiedmer             | Maja-Li Iafrate Danielsson                     | Lara Kristin Stockreiter   |
| 14. März 2024     | Isola 2000        | Snowboardcross        | Maja-Li Iafrate Danielsson | Anna-Maria Galler                              | Emmy Biermans              |
| 16. März 2024     | St. Moritz        | Parallel-Riesenslalom | Ladina Jenny               | Lucia Dalmasso                                 | Michelle Dekker            |
| 17. März 2024     | St. Moritz        | Parallelslalom        | Julie Zogg                 | Sabine Schöffmann                              | Ladina Jenny               |
| 21. März 2024     | Lenk              | Snowboardcross        | Caterina Carpano           | Noémie Wiedmer                                 | Lyse Laine                 |
| 22. März 2024     | Lenk              | Snowboardcross        | Maja-Li Iafrate Danielsson | Caterina Carpano                               | Marika Savoldelli          |
| 8. April 2024     | Corvatsch         | Halfpipe              | Liu Yibo                   | Wu Shaotong                                    | Isabelle Lötscher          |
| 12. April 2024    | Corvatsch         | Slopestyle            | Miyabi Onitsuka            | Mari Fukada                                    | Melissa Peperkamp          |
| 14. April 2024    | Corvatsch         | Big Air               | Yura Murase                | Momo Suzuki                                    | Ariane Burri               |
| 19. April 2024    | Kitzsteinhorn     | Halfpipe              | Isabelle Lötscher          | Soha Janett                                    | Lura Wick                  |

### Gesamtwertungen Frauen
| Rang | Name                  | Punkte |
| ---- | --------------------- | ------ |
| 1    | Carmen Kainz          | 570    |
| 2    | Flurina Neva Bätschi  | 526    |
| 3    | Nadiia Hapatyn        | 445    |
| 4    | Elisa Fava            | 423    |
| 5    | Miriam Weis           | 419    |
| 6    | Aurélie Moisan        | 416    |
| 7    | Xenia von Siebenthal  | 413    |
| 8    | Jessica Pichelkastner | 365    |
| 9    | Pia Schöffmann        | 358    |
| 10   | Laila Ursina Bätschi  | 345    |

| Rang | Name                       | Punkte |
| ---- | -------------------------- | ------ |
| 1    | Noémie Wiedmer             | 839    |
| 2    | Maja-Li Iafrate Danielsson | 781    |
| 3    | Félicie Leicht             | 711    |
| 4    | Camille Poulat             | 632    |
| 5    | Anna-Maria Galler          | 475    |
| 6    | Nienke Poll                | 416    |
| 7    | Lyse Laine                 | 401    |
| 8    | Tanja Kobald               | 376    |
| 9    | Luana Bianchi              | 369    |
| 10   | Anais Jouffroy             | 364    |

| Rang | Name               | Punkte |
| ---- | ------------------ | ------ |
| 1    | Isabelle Lötscher  | 280    |
| 2    | Soha Janett        | 179,5  |
| 3    | Berenice Wicki     | 150    |
| 4    | Anne Hedrich       | 146    |
| 5    | Rochelle Weinberg  | 125    |
| 6    | Lura Wick          | 114    |
| 7    | Niah Johanna Imper | 101    |
| 8    | Liu Yibo           | 100    |
| 9    | Lee Na-yoon        | 93     |
| 10   | Kona Ettel         | 90     |

| Rang | Name            | Punkte |
| ---- | --------------- | ------ |
| 1    | Romy van Vreden | 434    |
| 2    | Laura Záveská   | 338,5  |
| 3    | Yura Murase     | 250,5  |
| 4    | Nora Cornell    | 237    |
| 5    | Sky Remans      | 234,5  |
| 6    | Katja Dutu      | 230    |
| 7    | Evelina Taka    | 227    |
| 8    | Hanna Karrer    | 200    |
| 9    | Momo Suzuki     | 195    |
| 10   | Novalie Engholm | 195    |

| Rang | Name             | Punkte |
| ---- | ---------------- | ------ |
| 1    | Romy van Vreden  | 314    |
| 2    | Nora Cornell     | 166    |
| 3    | Kamilla Kozuback | 150    |
| 3    | Miyabi Onitsuka  | 150    |
| 5    | Novalie Engholm  | 145    |
| 6    | Alessia Vergani  | 141,5  |
| 7    | Laura Záveská    | 138,5  |
| 8    | Evelina Taka     | 123    |
| 9    | Katja Dutu       | 120    |
| 9    | Mari Fukuda      | 120    |

| Rang | Name               | Punkte |
| ---- | ------------------ | ------ |
| 1    | Laura Záveská      | 237    |
| 2    | Romy van Vreden    | 157,5  |
| 3    | Yura Murase        | 150    |
| 4    | Sky Remans         | 140    |
| 5    | Demi van Griensven | 134    |
| 6    | Momo Suzuki        | 120    |
| 7    | Katja Dutu         | 110    |
| 8    | Evelina Taka       | 104    |
| 9    | Paige Jones        | 103,5  |
| 10   | Sam van Lieshout   | 101    |